# Tove Ditlevsen

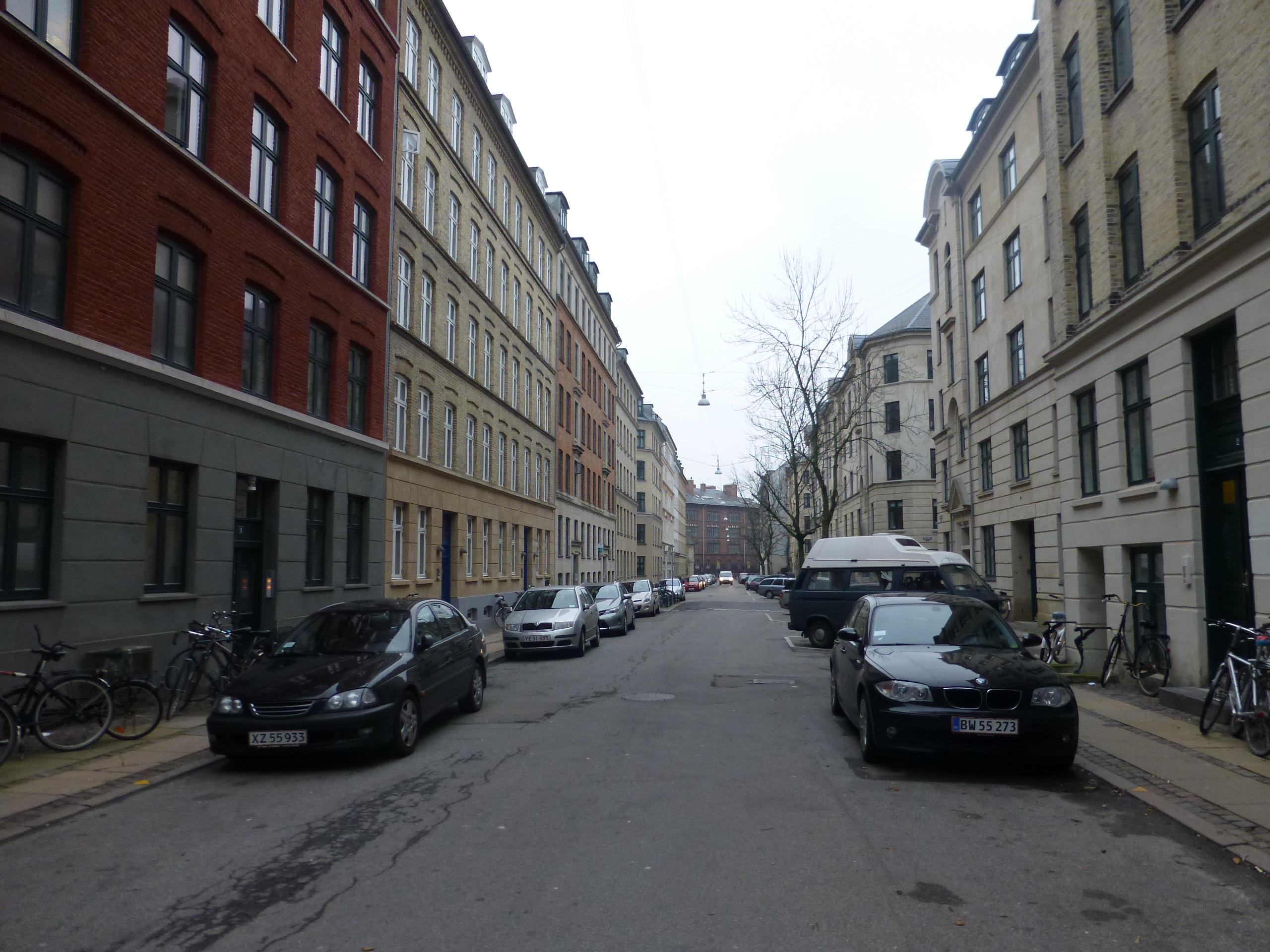
Straat van de kindertijd: Hedebygade in Vesterbro, Kopenhagen

Tove Irma Margit Ditlevsen (Kopenhagen, 14 december 1917 - aldaar, 7 maart 1976) was een Deense schrijfster en dichteres. Zowel haar fictie als haar autobiografisch werk vormt de neerslag van haar eigen leven: haar kindertijd, jeugd, liefdesrelaties, huwelijks- en gezinsleven, verslaving, angsten en psychische problemen, in het besef dat geluk onbereikbaar is. Doordat ze de vaak zware thematiek onder woorden bracht in een nuchtere, leesbare stijl met rauwe zelfspot, werd ze in eigen land een veelgelezen auteur met invloed bij het grote publiek. Haar 'schandalige' kijk op het leven was een populair onderwerp in de Deense media. Haar depressies hadden de overhand gekregen toen ze op 58-jarige leeftijd een einde aan haar leven maakte. Van haar literaire proza verschenen in 2020 voor het eerst vertalingen in het Nederlands, van de autobiografische Kopenhagen-trilogie uit 1967-1971: Kindertijd, Jeugd en Afhankelijkheid. In 2022 volgde de roman De gezichten uit 1968, in 2023 de verhalenbundel Kwaad geluk uit 1963 en in 2024 haar laatste roman Vilhelms kamer uit 1975. Een biografie van Ditlevsen werd in 2023 in het Nederlands vertaald.

## Levensloop

### Kindertijd
Tove Ditlevsen groeide op in een tweekamerwoning in de toen verpauperde Kopenhaagse wijk Vesterbro, op de vierde verdieping van een achterhuis aan de Hedebygade. Die straat kwam model te staan voor de roman Barndommens gade (Straat van de kindertijd) uit 1943, die in 1986 werd verfilmd met Sofie Gråbøl in de hoofdrol. Het was een wijk met hoge werkloosheid en armoede, getekend door de wereldwijde vooroorlogse economische crisis. In de jaren twintig woonden er meer dan 80.000 mensen in kleine flatwoningen. Er was veel onrust en de straatkinderen groeiden op in een omgeving waar het recht van de sterkste gold. Tove Ditlevsen beschreef de regels in de vele achtertuinen als "seksuele voorlichting op de hoek van de vuilnisbak". In Vesterbro, dat in de naoorlogse jaren een opmerkelijke statusverhoging onderging, werd in 1991 een plein naar haar genoemd: Tove Ditlevsens Plads, dicht bij de Hedebygade. De school aan dat plein kreeg in 2008 haar naam.
Haar ouders waren Kirstine Alfrida Mundus (1890-1965) en Ditlev Nielsen Ditlevsen (1880-1972), en ze had een oudere broer Edvin (1914-1970). Haar vader werd als stoker in een fabriek ontslagen toen ze zeven jaar oud was, waarna het gezin tot armoede verviel. Traumatische jeugdervaringen vormen een belangrijk thema in haar werk. In de benauwde tweekamerwoning was geen mogelijkheid zich terug te trekken. Haar gefrustreerde, vaak ruziënde ouders, die elkaar de schuld gaven van de mislukking van hun ambities, vonden het belangrijker dat ze geld inbracht dan dat ze een goede opleiding kreeg. Ze had dan ook diverse dienstbare baantjes, waarvoor ze totaal ongeschikt was.
"Zelfs je jeugd is tijdelijk, kwetsbaar en vergankelijk. Je moet erdoorheen, want verder dient 't nergens voor".

### Nasleep van de kindertijd
De ervaringen die Ditlevsen opdeed in de kindertijd bleven bepalend voor de manier waarop ze zich teweer stelde tegenover gebeurtenissen in haar verdere leven. Vanaf haar twaalfde jaar leed ze aan terugkerende psychoses. Ze begon gedichten te schrijven, waarmee ze zich een vrijplaats schiep om zich af te sluiten voor de grillen van haar dominante, onrustige en onberekenbare moeder. De inspiratiebronnen in haar kindertijd waren psalmen en hymnen (hoewel ze nooit godsdienstig is geweest),  volksliedjes, de straatliederen van haar moeder en de strijdliederen van haar sociaaldemocratische vader. Met hem ging het contact niet diep, want hij interesseerde zich meer voor haar broer dan voor haar. Van haar werk had hij geen hoge dunk, hoewel hij graag boeken las. Volgens hem konden meisjes geen dichters worden. Haar moeder vond literatuur zelfs schadelijk, omdat haar vader veel te vaak naar een boek greep. Broer Edvin lachte haar uit toen hij op een onbewaakt moment haar gedichten vond. 
Kort voor haar vaders dood in 1972 realiseerde ze zich dat ze nooit een echt gesprek met hem gehad had.
"Wijs een kind nooit af met het excuus dat je geen tijd hebt om ernaar te luisteren. De dag dat je tijd krijgt, is het kind er niet meer".
Als schrijfster bleef ze trouw aan haar proletarische achtergrond, waarvan ze zich in haar kindertijd bewust was geworden. Ze kwam op voor de zwakkeren en tegelijk hunkerde ze voor zichzelf naar erkenning en een steeds hogere positie op de maatschappelijke ladder. Haar leven werd beheerst door faalangst en onzekerheid over de oordelen van anderen.
"Ik ben bang voor de plaats die ik heb in het geheugen van anderen. Ze herinneren mij aan dingen die ik zelf niet meer weet".
Tegelijkertijd was ze een onafhankelijke geest die zich niets liet voorschrijven en graag provoceerde. Ze nam luidruchtig en uitdagend deel aan het openbare discours en gaf haar ongezouten meningen in vele interviews. Ze kon de waarheid naar haar hand zetten als haar dat uitkwam. Zo heeft ze zich altijd een jaar jonger voorgedaan dan ze was. De veelgeroemde, typisch Deens geachte hygge ("knusheid"), die ze als kind nooit gekend had en ook daarna niet praktiseerde, bekeek ze met sarcasme:
"Hygge is een toestand die je ervaart als je in harmonie bent met jezelf, je echtgenoot, de belastingdienst en je ingewanden".

### Huwelijks- en gezinsleven

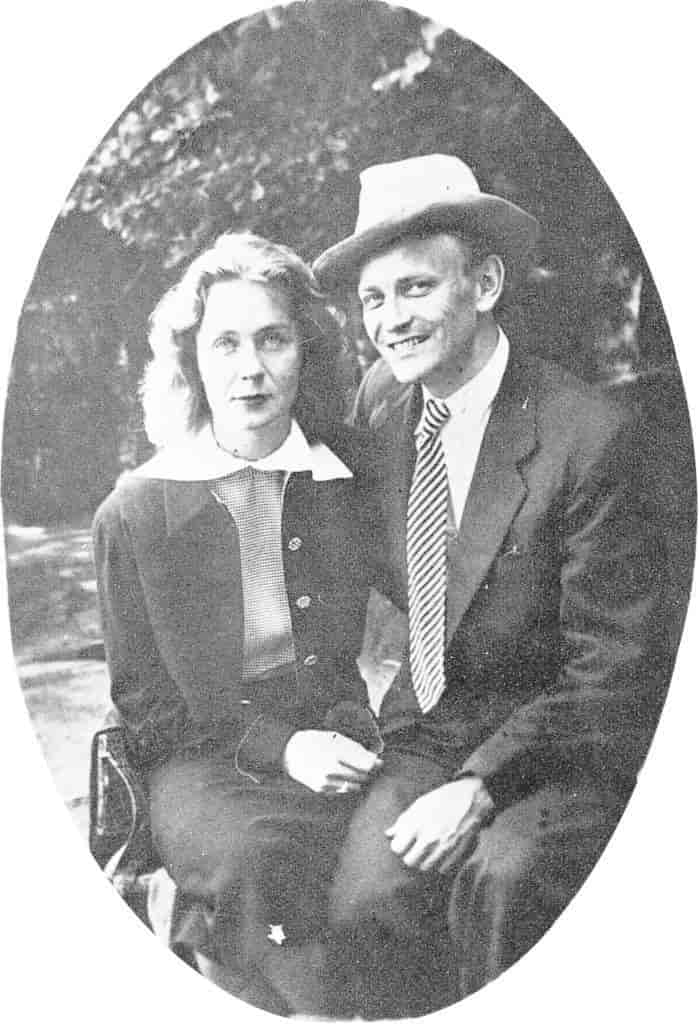
Ditlevsen en Victor Andreasen
(pas getrouwd, 1951)

Toves huwelijksleven was ongelukkig. De eerste drie echtgenoten volgden elkaar snel op. Met haar rusteloze aard hield ze hen niet lang vast; de volgende diende zich alweer aan. Ze was van 1940 tot 1942 getrouwd met de 30 jaar oudere tijdschriftredacteur Viggo Frederik Møller (1887-1955) die in 1937 haar eerste gedichten had gepubliceerd, van 1942 tot 1945 met de economiestudent Ebbe Munk (1916-1970) en van 1945 tot 1950 met de arts Carl Theodor Ryberg (1918-1962). Ze had begin jaren veertig ook enige tijd een verhouding met de wiskundige, kunstenaar en epigrammendichter Piet Hein (1905-1996). Ze imiteerde zelfs zijn aforistische 'gruk'-stijl:
| "Der er to mænd i verden, der bestandig krydser min vej, den ene er ham jeg elsker, den anden elsker mig" | "Er zijn twee mannen in de wereld, die kruisen steeds mijn pad, de een is hij van wie ik hou, de ander houdt van mij". |

Haar vierde, langdurigste en meest spraakmakende echtgenoot was van 1951 tot 1973 de econoom Victor Andreasen (1920-2000), een scherpzinnige en overheersende persoonlijkheid die even complex was als zijzelf. "Er was iets raadselachtigs in zijn karakter dat me steeds aantrok", schreef ze, maar ook noemde ze hem "een hoogbegaafde psychopaat", wiens dominante en onberekenbare gedrag haar deed denken aan haar moeder. "Daar bedoel ik niks mee", zei ze, "ik ben zelf ook een psychopaat".
Zijn biograaf Sven Ove Gade, die hem "de ulaan" noemde, geeft geen sympathiek beeld van Andreasen:
"De gedrevenheid van Victor A. ging hand in hand met een flinke dosis cynisme en egoïsme. Misschien een gevolg van zijn licht manisch-depressieve geest, die varieerde van melancholie tot razernij en haat, of misschien eigenlijk minachting".
Tove Ditlevsen was zijn tweede echtgenote. Hij liet zijn vrouw en vierjarige dochter onmiddellijk in de steek toen hij haar had leren kennen, met de woorden "Wij hebben het recht van de liefde aan onze kant". Tove antwoordde: "Dat recht is het recht om anderen pijn te doen". Andreasen was topambtenaar bij Udenrigsministeriet (Buitenlandse Zaken), werkte als speechschrijver voor de bekende sociaaldemocratische politicus Jens Otto Krag en werd later departementschef van Statsministeriet (Algemene Zaken). Hij stapte over naar de journalistiek en werd in 1963 hoofdredacteur van het dagblad Ekstra Bladet, dat hij van de ondergang redde door er een sensatiekrant van te maken die in een agressieve stijl campagne voerde tegen misstanden in de samenleving. Zo verklaarde hij de oorlog aan de "bolighajer" (huisjesmelkers, letterlijk "woninghaaien"). Tegen het eind van zijn leven zei hij: "Ik verachtte de lezers. Daarbij wist ik wat ze wilden, en dat kregen ze". Anders dan Tove Ditlevsen is Andreasen (net als Piet Hein) opgenomen in de top-100 van belangrijkste 20e-eeuwse Denen. In 2023 maakte zijn reputatie postuum een diepe val door onthullingen van Ditlevsens kleindochter → zie hier.
Ditlevsen kreeg een dochter en twee zonen, ieder van een andere vader: Helle Munk (1943-2008), Michael Ryberg (1946-1999) en Peter Andreasen (1954), zodat ze drie kinderen grootbracht. Ook adopteerde ze aanvankelijk Trine, de in 1945 geboren buitenechtelijke dochter van Carl Ryberg, die het kind meenam toen hij in 1950 vertrok. Door een deel van de literatuurkritiek werd ze afgedaan als een "schrijvende huismoeder"; haar reactie daarop was het autobiografische Flugten fra opvasken (De vlucht uit de afwas) in 1959.

### Verslaving, depressies, psychoses

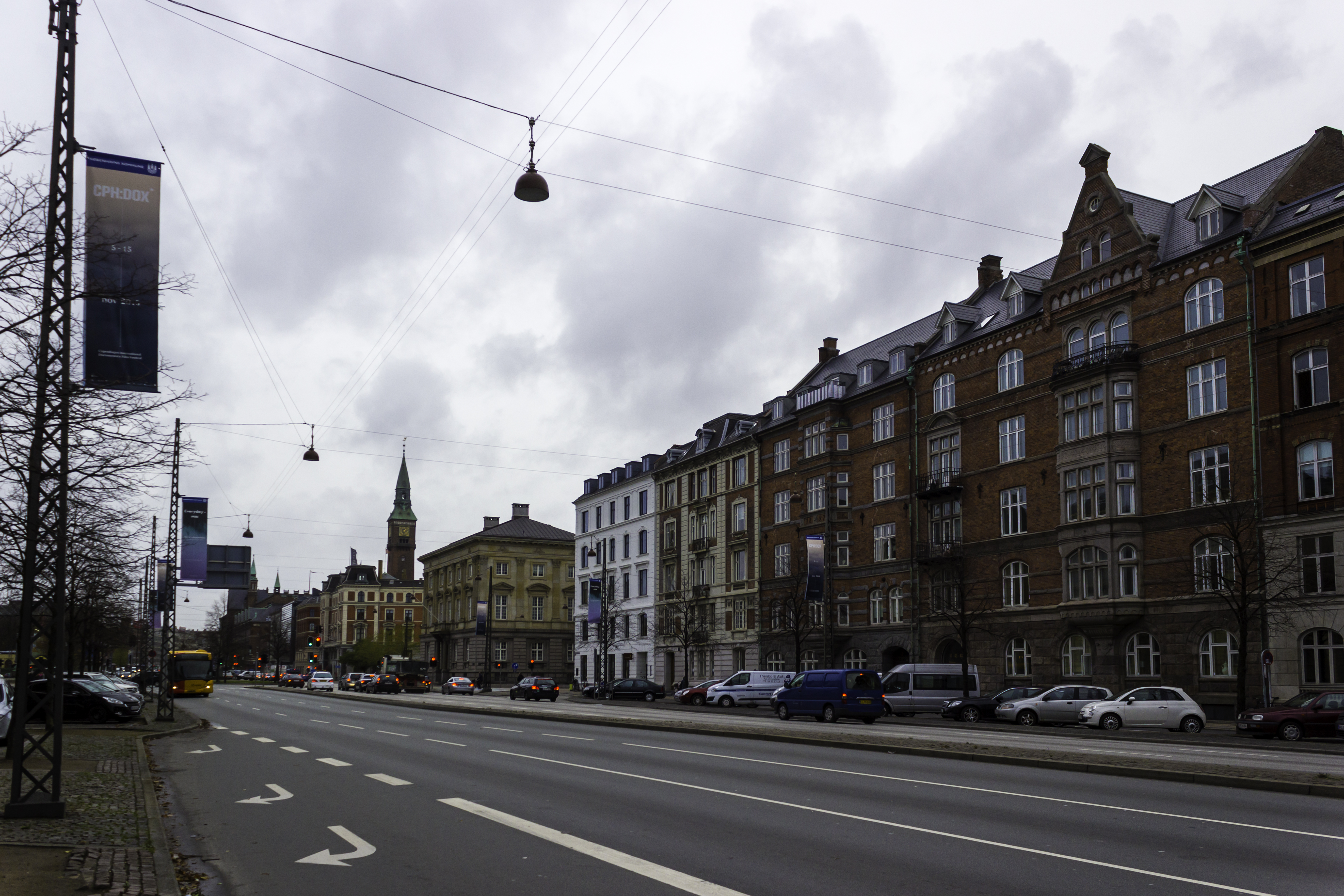
"Enorm appartement" aan H.C. Andersens Boulevard 41 (tweede pand rechts, donkerrode gevel). De spitse toren is van het Stadhuis van Kopenhagen.

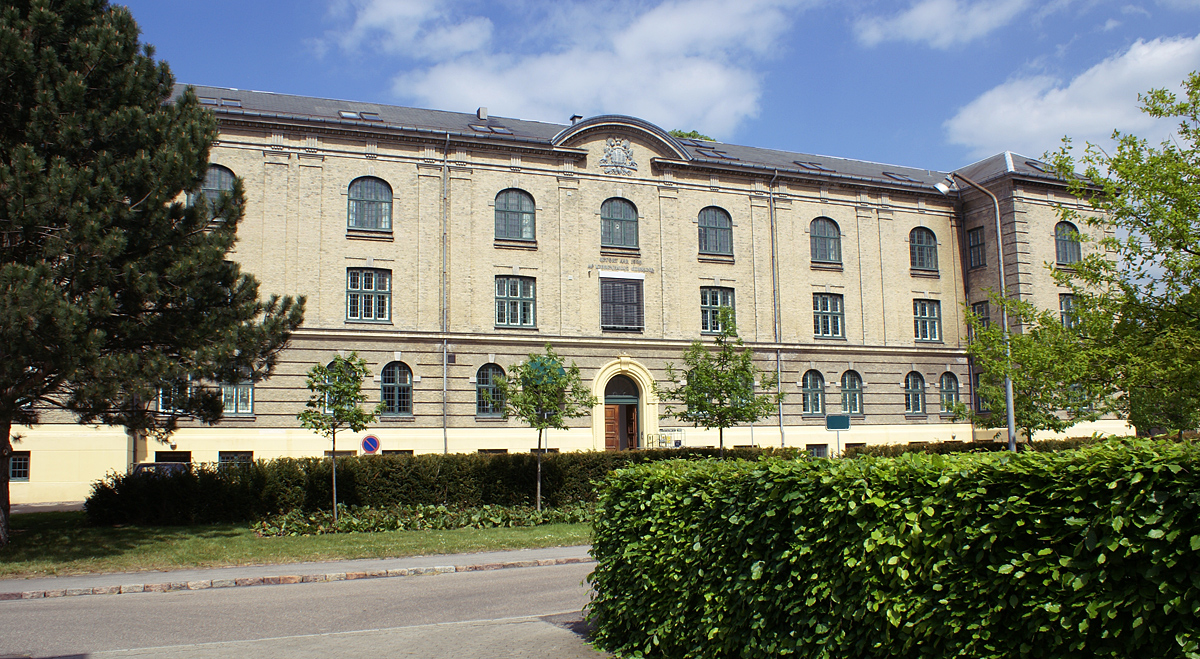
Sankt Hans Hospital, gesloten inrichting in Roskilde waar Ditlevsen enige tijd verbleef.

Carl Ryberg, niet-praktiserend arts, had haar opiumhoudende pijnstillers (pethidine) toegediend bij het uitvoeren van een abortus. De ingreep zelf (ze was opnieuw zwanger van Ebbe Munk) leek haar minder te doen dan het verdovende effect:  
"Pethidine. De naam klinkt als het gefluit van een vogel. Ik besluit de man die me zo'n onbeschrijflijk zalig gevoel kan geven nooit meer te laten gaan".
Sindsdien kampte ze met ernstige verslavingen aan alcohol en verdovende middelen. Ze verliet Ebbe Munk om te trouwen met Ryberg, maar ook hem liet ze na enkele jaren wel degelijk gaan:
"Ik hou van een heldere vloeistof in een spuit en niet van de man die de spuit had".
Ondanks heftige pogingen van haar vierde echtgenoot Victor, die nachtenlang opbleef om bij haar te waken, kwam ze nooit meer van haar verslaving af. In december 1952 moest ze in het ziekenhuis worden opgenomen na het nemen van een overdosis slaappillen. Om rust te vinden verhuisden ze naar Birkerød ten noorden van Kopenhagen, waar hun zoon Peter werd geboren.
"Zeven of acht gelukkige jaren in Birkerød, waar wij en de kinderen zo geïsoleerd leefden als op een onbewoond eiland".
Het geluk was niet blijvend: de medicijnverslaving stak weer de kop op en de verstandhouding met Victor leed onder zijn ontrouw. Mede vanwege zijn beroepsbezigheden keerden ze in 1961 terug naar de hoofdstad, maar Ditlevsen voelde zich niet thuis in de grote, luxueuze flatwoning van 250 m² aan de drukke H.C. Andersens Boulevard.
"We verhuisden naar een enorm appartement in Kopenhagen met de krankzinnige intentie om een vorstelijk leven te leiden".
Depressies en verslavingsverschijnselen bleven haar achtervolgen. Diverse malen verbleef ze in een psychiatrische kliniek. De periode in de gesloten afdeling van het Sankt Hans Hospital in Roskilde, waar ze in 1967 haar autobiografische boeken Barndom (Kindertijd) en Ungdom (Jeugd) schreef, noemde ze "de gelukkigste tijd van mijn leven tot nu toe". Haar psychoses en waanstoornis inspireerden haar tot het thema van een van haar bekendste romans Ansigterne uit 1968, een sleutelwerk in haar oeuvre. Het hoofdpersonage 'Lise Mundus' gaf ze de achternaam van haar in 1965 overleden  moeder. In 1987 werd van dit boek een tv-film gemaakt met in de hoofdrol Susse Wold. In 2022 verscheen de Nederlandse vertaling als De gezichten. In 2023 werd duidelijk dat veel van de "waanvoorstellingen" van het hoofdpersonage in deze autofictieve roman minder verwijzen naar "waan" dan naar situaties uit de werkelijkheid. → zie hier.

### Echtelijke ruzies
Ze scheidde in 1973 van Victor Andreasen, "het domme varken" zoals ze hem noemde. Ze waren toen al twee jaar uit elkaar. Het samenleven met degene die haar het meest ondersteunde en tegelijk het meest onderuithaalde, was onmogelijk geworden. Hun huwelijkse conflicten bleven niet binnenshuis: ze scholden elkaar uit in het bijzijn van iedereen. Andreasen voerde in zijn krant Ekstra Bladet campagne tegen subsidies aan kunstenaars en werd daarbij in het openbaar heftig bestreden door zijn echtgenote. Ze voelde zich persoonlijk aangevallen omdat ze herhaalde malen van stipendia gebruik had gemaakt.
In hun privébestaan was het zijn ontrouw waarmee ze op den duur niet kon leven, al kon hij haar hetzelfde verwijten. Hij had al vaak gedreigd weg te gaan als ze zich met vervalste recepten drugs bleef verschaffen. Toen hij het werkelijk deed, echtscheiding aanvroeg en bij een nieuwe vriendin introk, was ze toch geschokt. Haar labiele gesteldheid blijkt uit de brieven die ze hem schreef in haar laatste jaren. Meestal adresseerde ze die aan de vrouw die ze zijn "maîtresse" bleef noemen, de schilderes Vibeke Bengtsson (zijn latere derde echtgenote). Ze smeekte hem om terug te komen. Hij reageerde nauwelijks, maar liet de brieven na haar dood wel bij Gyldendal publiceren met zijn eigen annotaties.
In haar werk toonde ze zich strijdbaar. Zelf noemde ze de portretten van mannen zoals ze die in haar boeken weergaf: 
"een pure orgie van Victors onaangenaamste eigenschappen. Op die manier kon ik lucht geven aan mijn wrok, maar hij was gewoon trots en gevleid om te lezen wat een interessant persoon hij was".
In de figuur Vilhelm in haar laatste roman Vilhelms værelse (1975) schetste ze zo'n kwaadaardig portret van hem dat hij overspannen raakte en niet kon werken. In haar sterfjaar 1976 nam Andreasen ontslag als hoofdredacteur van Ekstra Bladet.

### Einde
In de jaren zeventig verviel Ditlevsen steeds meer in depressies en nam het doodsverlangen bezit van haar. Vier jaar voor haar dood schreef ze, spottend maar met gemeende bitterheid, alvast haar eigen necrologie:
"Haar overlijden is een groot verlies voor de Deense literatuur, en men kan zich er tegenwoordig over verbazen dat aan deze geniale vrouw nooit de grote prijs van de Akademi is toegekend of dat zij [nooit] lid is geworden van dit eerbiedwaardige instituut".
Psychiater Thorkil Vanggaard, die Ditlevsen onder behandeling had in Rigshospitalet in Kopenhagen, vond dit soort humor geforceerd. Hij zei tegen Gyldendals literaire redacteur Mogens Knudsen, met wie ze in haar laatste jaren correspondeerde:
"Er is één ding waarvoor ik u ten zeerste moet waarschuwen: haar meedogenloze drang om alles grappig te maken. Het verbergt een zieke geest”.
In 1974 deed ze haar vierde of vijfde zelfmoordpoging die deze keer bijna slaagde. Ze werd nog net bijtijds gevonden in Rude Skov, een bos in de buurt van Birkerød, de plaats waar ze in de jaren vijftig "zeven of acht gelukkige jaren" had beleefd. Ze schreef over "het oneindige geluk om nooit meer een mens ter wereld te hoeven zien", waardoor haar werd verweten dat ze als publieke figuur "reclame" maakte voor zelfdoding.

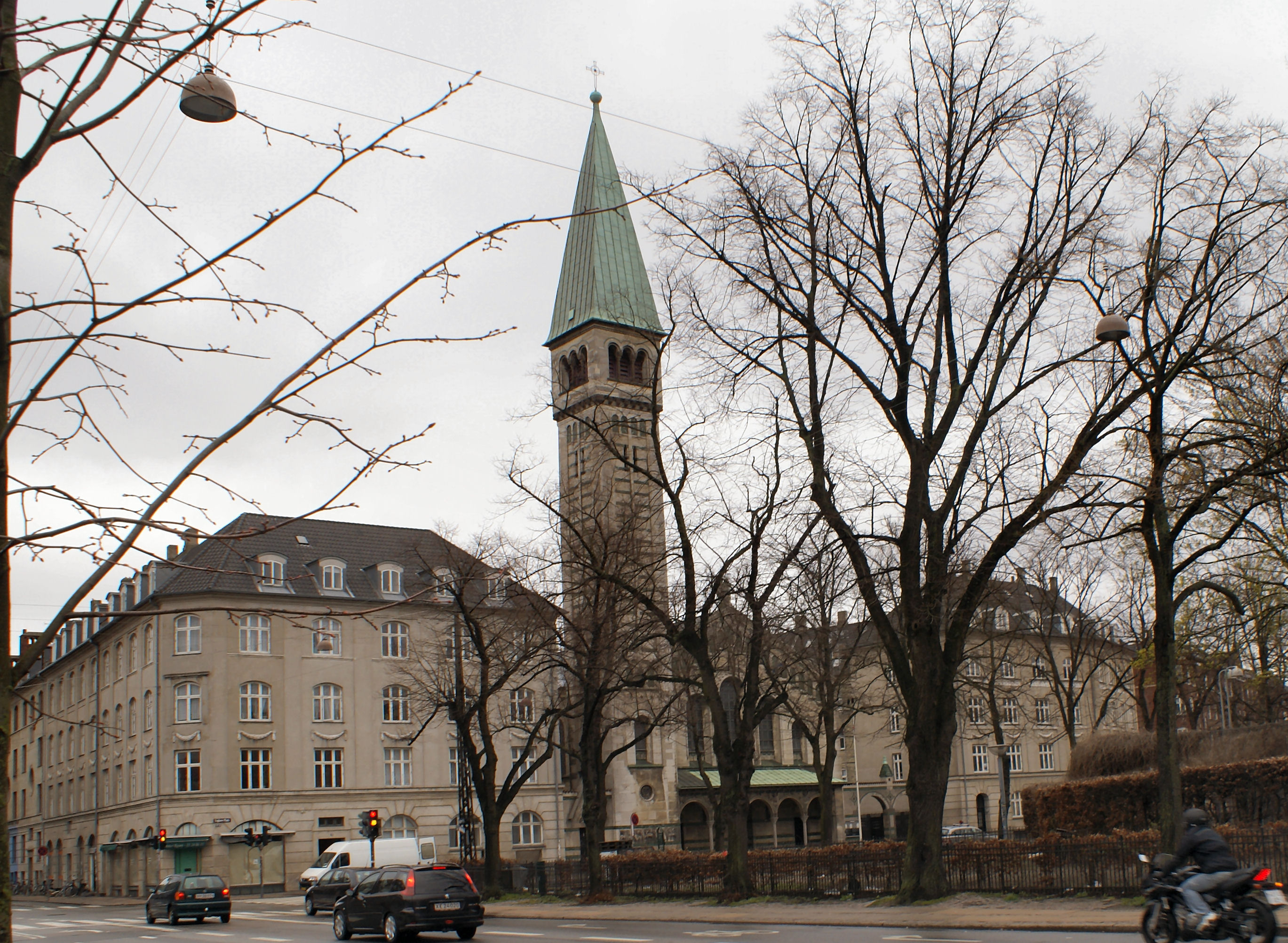
Begin en einde in Vesterbro: doop en rouwdienst in Kristkirken

In 1976 maakte zij op 58-jarige leeftijd definitief een eind aan haar leven met een overdosis slaappillen. De rouwdienst in Kristkirken in Vesterbro, de kerk waar ze ooit gedoopt was, trok duizend belangstellenden. Jaren later schreef het dagblad Politiken:
"De dag waarop de straat van de kindertijd zich voor het laatst sloot rondom Tove Ditlevsen: Het was een begrafenis. Maar bovenal was het een liefdesverklaring".
Tove Ditlevsen ligt begraven op de Vestre Kirkegård, waar ze als kind vaak speelde. Ze deelt het graf sinds 1999 met haar zoon Michael Ryberg.
Victor Andreasen trouwde in 1984 voor de derde keer. In 1993 publiceerde hij de brieven uit Ditlevsens laatste jaren onder de titel Kære Victor (Lieve of Beste Victor).

## Onthulling
In 2023 publiceerde kleindochter Lise Munk Thygesen het boek Tove Ditlevsen var min mormor (TD was mijn oma), waarin het leven en de achtergrond van de schrijfster worden belicht vanuit een familieperspectief. Daarin onthulde ze dat de in 2008 overleden Helle Munk (haar moeder en Ditlevsens dochter) als tiener jarenlang was misbruikt door haar stiefvader Victor Andreasen. Het boek veroorzaakte ophef in Denemarken. Er ontstond discussie, niet over de feiten, die gestaafd waren met psychiatrische rapporten, brieffragmenten en persoonlijke notities, maar over het neerhalen van Andreasens reputatie. Zo werd Victor-prisen, de al in 1980 door Ekstra Bladet ingestelde jaarlijkse prijs voor "journalisten die werken in de brutale en anarchistische geest van Victor Andreasen", in 2023 direct afgeschaft na het verschijnen van het boek.
Nog meer hield men zich bezig met de vraag of Ditlevsen geweten had wat haar dochter was overkomen. Over dit pijnlijke onderwerp had ze nooit expliciet gesproken of geschreven, maar in haar literatuur kreeg een aantal toespelingen wel nieuwe dimensies. Het "driehoeksdrama" To som elsker hinanden (Twee die van elkaar houden) uit 1960 kwam hierdoor in een ander licht te staan – dit boek zou gebaseerd zijn op "bepaalde bittere ervaringen in mijn huwelijk" – evenals de waanvoorstellingen in de roman Ansigterne (De gezichten) uit 1968. Ook een zin in een brief uit 1962 van Tove aan de negentienjarige Helle kreeg hiermee een context:
"Als moeder verlang ik naar je, maar als rivaal kan ik wel zonder je".
Van Helle Munk zelf werd deze notitie teruggevonden:
"Totdat ik in de puberteit kwam, was mijn moeder het licht in mijn leven. Ik had geen geheimen voor haar. Ze was niet alleen het licht, ze moest beschermd worden".
De onthulling van Lise Munk Thygesen kwam net te laat voor de (tweede) Ditlevsen-biografie van Jens Andersen, die in 2022 verscheen en in 2023 in het Nederlands werd vertaald.

## Werk
Tijdens haar leven was ze een veelgelezen en invloedrijk auteur. Ditlevsen publiceerde 29 boeken, waaronder romans, korte verhalen, essays, poëzie, kinderboeken en autobiografische herinneringen. Ze was populair bij het lezend publiek, maar de literatuurkritiek had aanvankelijk moeite met haar rechtstreekse en niets verhullende taalgebruik en met haar aan het "echte leven" ontleende onderwerpen. In haar tijd nam haar autofictie een unieke positie in binnen de Deense literatuur, maar er was wel een verwante voorgangster: de schrijfster Agnes Henningsen (1868-1962) had al decennia eerder controverse opgeroepen met vrijmoedige romans en omvangrijke memoires. Net als Ditlevsen beschouwde ze zichzelf niet als wereldverbeteraar en haar doelstelling was "alleen om te vertellen over het leven zoals het is".
In 1937 debuteerde Ditlevsen op 20-jarige leeftijd met het gedicht Til mit døde barn (Aan mijn dode kind) in het literair tijdschrift Vild hvede onder redactie van Viggo F. Møller, die haar eerste echtgenoot werd. In 1939 volgde haar eerste dichtbundel Pigesind (Meisjesziel) en in 1941 haar romandebuut Man gjorde et barn fortræd (Men deed een kind kwaad). Tot haar bekendste werken behoren, naast de roman Barndommes gade uit 1943, de drie delen van haar autobiografie: Barndom (1967), Ungdom (1967) en Gift (1971), samen de København Trilogi genoemd. Ze schreef meer autobiografische boeken, met als laatste Tove Ditlevsen om sig selv (TD over zichzelf), een jaar voor haar dood.

### Thematiek
Het grootste deel van haar fictieve werk (romans en verhalen) is als autofictie te beschouwen, want voor Ditlevsen vormen leven en werk één geheel. Haar thematiek, die is omschreven als uiting van literair sociaal realisme maar ook van existentialisme, vertoont door de jaren heen een consequente lijn. "Ze schreef net zo sarcastisch over haar liefdeloze moeder en haar ontworsteling uit de arbeidersklasse en armoede als over de zinloosheid van het leven vol mislukkingen dat haar daarna te wachten stond", schrijft een recensente. Ditlevsen vertelt onverbloemd en ongepolijst, maar wel met overvloedige beeldspraak (vergelijkingen en metaforen), het verhaal van de harde kindertijd.
"De kindertijd is zo lang en smal als een doodskist, en je kunt er niet in je eentje aan ontsnappen".
Eenmaal volwassen wordt het "gewonde" of "verbrande" kind geconfronteerd met het genadeloze en vreugdeloze leven, dat doordrongen is van een onoverkomelijke pijn. Ze vertelt helder en nuchter maar met sarcastische ondertoon over de omstandigheden, gebeurtenissen en mensen die deze pijn veroorzaken of in stand houden. Net als zijzelf ondergaan haar personages depressies, psychoses, verslavingen, ziektes, zwangerschapsonderbrekingen, kortstondig geluk en langdurige gevoelens van onrust en onlust. Een dieper liggende oorzaak is "de trillende en onzekere relatie" die ze als kind had met haar moeder, en een andere is de ontworteling die voortkomt uit het sociaal uiteenvallen van Vesterbro, de buurt waar ze geboren werd en zich thuis voelde. Alleen de liefde kan tijdelijk het gevoel van ontworteling en ontheemding goedmaken, maar die gaat snel voorbij en daardoor blijft de pijn. Bovendien zijn liefde en pijn met elkaar verbonden: 
"Twee mensen die van elkaar houden kunnen elkaar meer pijn doen dan de bitterste vijanden".
Aan haar werk wordt soms een therapeutisch effect toegeschreven. Een Amerikaanse literatuuronderzoekster:
"Ditlevsen vormt een gemeenschap met haar lezers door een relatie te leggen met hun eigen pijn en voor hen manieren te modelleren om met trauma om te gaan. [...] Over het geheel genomen laat Ditlevsens werk zien hoe literatuur een ideale ruimte kan bieden voor het verwerken van trauma's door die frontaal onder ogen te zien".

### Poëzie
"Mijn enige troost in dit bestaan is een handvol gedichten".
Tove Ditlevsen voelde zich in de eerste plaats dichter en beschouwde haar proza als ondergeschikt aan haar poëzie. Haar gedichten worden nog steeds gewaardeerd om de trefzekere taal waarin herkenbare emoties van erotiek en onvervuld verlangen tot uiting komen. Ze werden in de jaren vijftig en zestig, toen vormen van experimentele poëzie sterk de overhand kregen, als traditioneel en ouderwets beschouwd. De negatieve kritieken stortten haar, niet voor het eerst of laatst, in een psychische crisis. Het leidde in de jaren zestig tot stevige debatten, waarbij de invloedrijke en vaak provocerende auteur Klaus Rifbjerg ("Grote Klaus"), een verklaard voorvechter van het literaire modernisme, tegenover Ditlevsen kwam te staan. Met wederzijdse gretigheid, want ze waren op elkaar gesteld. Rifbjerg had de Deense poëzie opgeschud met de spraakmakende bundels Konfrontation (1960) en Camouflage (1961). Al was Ditlevsen niet geïnteresseerd in modernisme als doel op zichzelf, ze streefden in de literatuur wel hetzelfde na. Op een met drank overgoten bootreis van een groepje schrijvers en dichters naar Oslo daagden ze elkaar uit. Tegenover Rifbjergs laatdunkende verwijt van achterhaald traditionalisme stond haar overtuiging dat het niet gaat om "traditioneel" of "modern", maar eenvoudigweg om "goede" tegenover "slechte literatuur".
"Een gedicht mag niet te bedacht worden, niet te technisch, dan wordt het koud en dat mag niet gebeuren. Een gedicht is juist een spontane uitbarsting. Dat moet het altijd zijn en dat moet altijd voelbaar zijn".
Pas in 1969 liet ze in de dichtbundel De voksne (De volwassenen) de geijkte dichtvormen los en vond ze zeggingskracht in de kernachtige beknoptheid van prozagedichten.
"Met niemand kun je je diepste gedachten delen. Bij het belangrijkste in de wereld ben je alleen".
Tot haar bekendste gedichten behoort Blinkende Lygter (Flitsende lichten), waarvan de eerste strofe door regisseur Anders Thomas Jensen in 2000 gebruikt werd als motto voor de speelfilm met dezelfde titel:
| "I barndommens lange og dunkle nat brænder små blinkende lygter som spor, af erindringen efterladt, mens hjertet fryser og flygter". | "In de lange en donkere nacht van de kindertijd branden kleine flitsende lichten als sporen, achtergelaten door de herinnering, terwijl het hart bevriest en wegvlucht". |

### Brievenbus
Ditlevsen had van 1956 tot aan haar dood een brievenrubriek Små hverdags problemer (Kleine problemen van alledag) in het populaire weekblad Familie Journal. Ze was de opvolgster van de kort daarvoor overleden journaliste en schrijfster Edith Rode (née Nebelong) die de rubriek sinds 1937 had bestierd. Het was niet haar hoogste ambitie, maar deze baan garandeerde haar een stabiel basisinkomen. Ondanks de stijgende verkoopsuccessen van haar literatuur bleef ze twintig jaar trouw aan haar rubriek, die voor de lezers van Familie Journal bovendien een brug sloeg naar het literaire werk.
"Toen ik de brievenbus kreeg, dacht ik: dat krijg je nooit voor elkaar - ik had 't al moeilijk genoeg om mijn eigen problemen op te lossen, hoe moet dat dan met die van anderen?"
Ditlevsens meer dan 4000 uitwisselingen met de lezers, die vele gebieden bestrijken van huiselijke ongemakken tot grote psychische problemen, zijn gebundeld in een boek van 927 pagina's. Soms waren haar adviezen kort door de bocht:
"Als u er niet tegen kunt om te zien dat uw man het naar zijn zin heeft, blijf dan thuis".
Een jongeman die schreef dat hij worstelde met zijn ontluikende homoseksualiteit, maande ze naar de dokter te gaan: die zou hem er wel van af helpen. Onderwerpen die raakten aan haar eigen levensverhaal pakte ze serieus aan: armoede, opvoeding, geweld, achterstelling van vrouwen, liefde en seks, moederschap, huwelijksproblemen, vreemdgaan, drank en drugs, depressies, doodsgedachten.
De brievenbus geeft een gevarieerd beeld van niet alleen haar eigen normen en waarden, maar ook van de levenswijze en de sociale verhoudingen bij de Denen in de jaren vijftig, zestig en zeventig. Ze kwam op voor de rechten van zich emanciperende vrouwen in de nog traditionele samenleving, maar toch ging ze in het algemeen niet mee met de opvattingen van de progressieve vrouwenbeweging, de "Rode Kousen (Rødstrømpe)". Ze antwoordde soms dat ze niets kon doen totdat de vrouwenemancipatie verder zou zijn gekomen en vaak adviseerde ze de briefschrijfsters zich neer te leggen bij hun situatie. Gezien haar eigen ervaringen heeft dat verbazing gewekt, maar ze was van mening dat ze vrouwen met gezinnen in behoeftige omstandigheden niet moest voorspiegelen dat het iets zou opleveren als ze zich tegen hun lot verzetten.
Dat ze wel degelijk oog had voor de problemen van huisvrouwen in een door mannen gedomineerde wereld, blijkt bijvoorbeeld uit haar briefwisselingen met haar vriendin Ester Nagel, die net als zijzelf het schrijverschap combineerde met huishoud- en opvoedtaken. Het blijkt ook uit een artikel uit 1962 over het kostwinnersmodel ("forsørgerægteskabet"), waarin ze uiteenzette welke gevolgen ze zag als vrouwen van hun man afhankelijk waren voor het huishoudgeld:
"Een economische invaliditeit [die] de hele horizon van de vrouw verspert en haar denkwereld totaal blokkeert. Het gevolg is in zijn uiterste consequentie een man met een solide burgerlijke positie, sociale omgeving en bankrekening, wiens gezin leeft in het typische, verborgen proletariaat, dat veel belastender is dan echte armoede".

## Erkenning

### Prijzen en stipendia
Hoewel Tove Ditlevsen vaak is weggezet als "buitenbeentje", "literaire outsider" en "een schrijvende huismoeder uit het arbeidersmilieu", ontbrak het haar niet aan erkenning. Haar boeken verschenen bij gerespecteerde literaire uitgeverijen: eerst het kleine Hasselbalch, later het grote Gyldendal. Ze trok een groot lezerspubliek en ook werd haar werk tijdens haar leven bekroond met meer dan 20 literaire prijzen en prestigieuze stipendia, zoals Carl Møllers Legat (1942), Emma Bærentzens Legat (1942), het Drachmannlegat (1945), het Tagea Brandt Rejselegat (1953), de Emil Aarestrup Medalje (1954), De Gyldne Laurbær (prijs van de Deense boekhandel) voor de dichtbundel Kvindesind (1955), Kulturministeriets Børnebogspris voor het jeugdboek Annelise – tretten år (1959) en de Søren Gyldendal Pris (1971).
Dit alles is in strijd met de regelmatig gedane bewering dat "literaire waardering uitbleef". Toch hunkerde ze naar het ultieme blijk van erkenning, dat niet kwam. Voor de grootste Deense literaire prijs, Det Danske Akademis Store Pris, werd ze in 1974 gepasseerd voor Sven Holm. Sommigen verklaarden dit vanuit de moeite die officiële instanties hadden met haar nietsontziende stijl en toon, anderen gaven haar invloedrijke ex-echtgenoot Victor Andreasen de schuld, waarschijnlijk ten onrechte. Tove zelf leed zeer onder dit gebrek aan uiteindelijke erkenning, volgens biograaf Jens Andersen vanwege haar "proletariërinstinct: het bijtend heldere besef van de klassenscheiding in de samenleving".

### Postuum
Ondanks de sombere en grauwe thematiek in het werk van Tove Ditlevsen spreekt ze veel lezers aan door de groteske en humoristische toon die rauw taalgebruik niet schuwt. Daardoor zijn haar boeken na haar dood in Denemarken populair gebleven. In 1999 kozen de lezers van Politiken haar roman Barndommes gade als nummer 21 in de lijst van 'Deense boeken van de eeuw'.
In 2014 werden haar jeugdboeken opgenomen in "den vejledende folkeskolekanon", de literaire canon van zestien auteurs als "wegwijzer" voor het basisonderwijs in Denemarken, maar tot veler verbazing werd ze weggelaten uit de canon voor de 'grote' Deense literatuur. Ze moest plaats maken voor Martin Andersen Nexø (1869-1954), die volgens de selectiecommissie meer "statuur" had.
Ter gelegenheid van het 250-jarig bestaan van uitgeverij Gyldendal werd in 2020 Gyldendals Jubilæumskollektion samengesteld, met de tien beste boeken uit het fonds van de uitgeverij die door 40.000 lezers waren uitverkoren. Tot die tien titels behoorde Barndommes gade van Tove Ditlevsen.
Ook buiten haar eigen land groeit de belangstelling. Vertalingen van de boeken van haar Kopenhagen-trilogie zijn sinds 2020 uitgebracht in vele talen waaronder het Nederlands. Ze werden in de pers begroet als belangrijke uitgaven van een te lang veronachtzaamde auteur. Ook De gezichten, vertaling van Ansigterne, werd in 2022 goed ontvangen.

## Geïnspireerd door Tove Ditlevsen
- Toen in 1941 haar romandebuut Man gjorde et barn fortræd (Men deed een kind kwaad) verscheen, publiceerde haar toenmalige geliefde, de puntdichter Piet Hein, het volgende gedicht in het dagblad Politiken:[17]

| "Jeg svinger ikke min digterhat for en hvilkensomhelst Tove Dit eller Dat, men her må jeg juble med. Det var en debut uden nogen debat, så stor en succes, at jeg frygter for at man gjorde et barn fortræd". | "Ik zwaai niet met mijn dichtershoed voor zomaar een Tove Dit of Dat, maar hiervoor moet ik jubelen gaan. Het was een debuut zonder enig debat, zo'n groot succes, dat ik ga vrezen dat men een kind heeft kwaad gedaan". |

- De Zweedse componist Hugo Alfvén gebruikte in 1946 haar gedicht Saa tag mit Hjerte i dine Hænder (Neem dan mijn hart in je handen) voor een van zijn bekendste liederen Saa tag mit Hjerte.
- Diverse songschrijvers en zangers, onder wie Mathilde Bondo & Lasse Helner (1975), Kari Bremnes (1987) en Anne Linnet (1988), maakten albums met muziek op teksten van Tove Ditlevsen.
- De Deense componiste Gudrun Lund toonzette in de jaren 1976-1981 veertien gedichten van Tove Ditlevsen, waaronder Skisma voor sopraan en symfonieorkest.
- In 1986 werd Barndommens gade verfilmd door Astrid Henning-Jensen, met de internationale titel Early Spring en met Sofie Gråbøl in de hoofdrol.[51] Het script was van de hand van Erik Thygesen (1941-1999), echtgenoot van Ditlevsens dochter Helle Munk en vader van Lise Munk Thygesen. Dezelfde regisseur Henning-Jensen had in 1966 de speelfilm Utro (Ontrouw) gemaakt, met Tove Ditlevsen als co-auteur van het script.[52]
- Susse Wold speelde in 1987 de hoofdrol van 'Lise Mundus' (Tove Ditlevsen) in de televisiefilm Ansigterne van Carsten Brandt, naar Ditlevsens semi-autobiografische roman uit 1968.
- Lotte Horne speelde in 1988 de aan Tove Ditlevsen gewijde theatermonoloog TD – 13 ansigter van schoonzoon Erik Thygesen in Betty Nansen Teatret in Frederiksberg.[53]
- De speelfilm Blinkende lygter (internationaal bekend als Flickering lights) van Anders Thomas Jensen uit 2000 ontleent zijn titel en een belangrijk verhaalmotief aan een dichtregel van Ditlevsen.[38]
- In 2015 maakte het theatercollectief Sort Samvittighed de voorstelling Tove! Tove! Tove! over haar leven en werk. De opnamen werden uitgebracht als cd-album.[54]

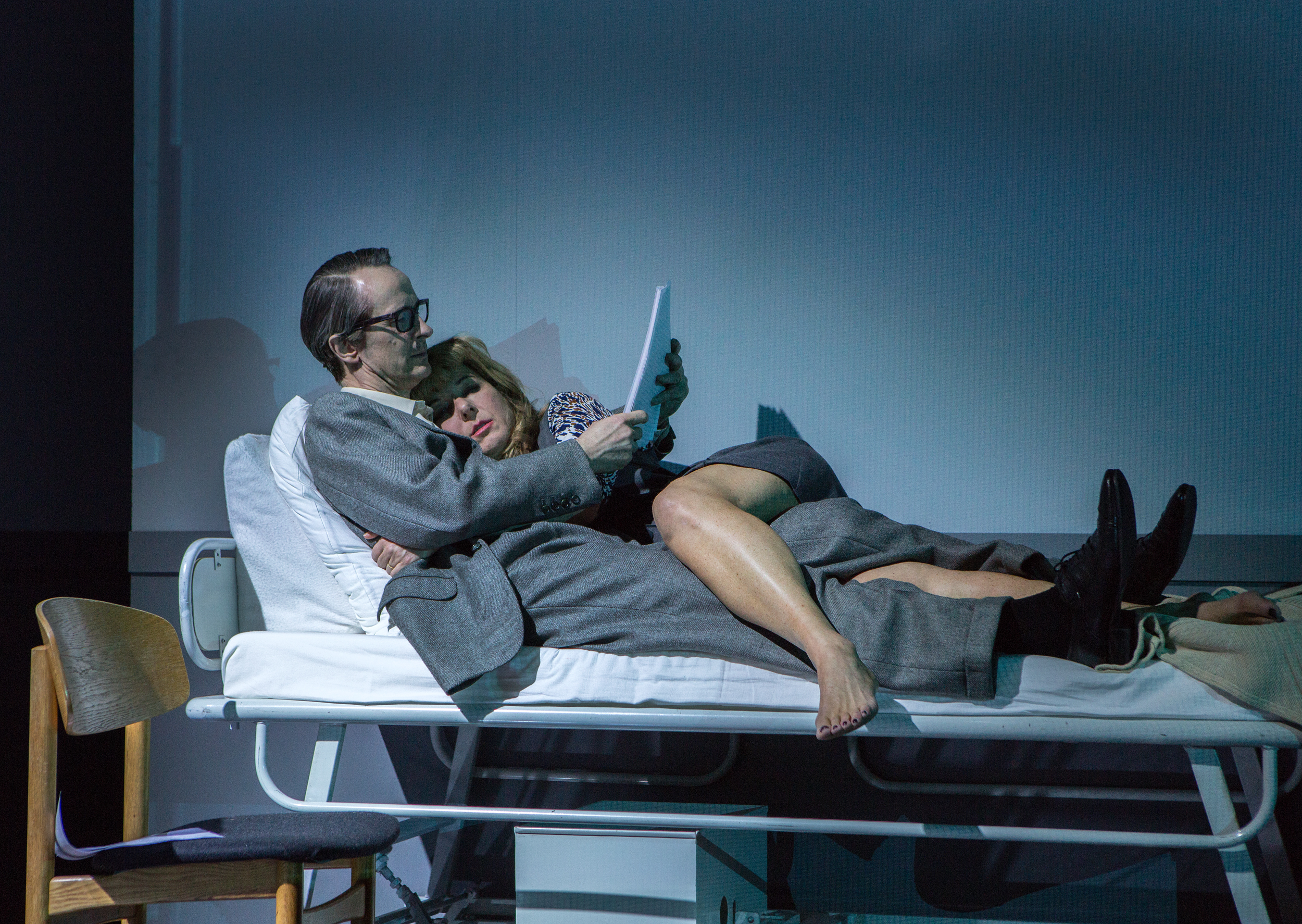
Paprika Steen (Tove) en Lars Brygmann (Victor) in de theatervoorstelling Toves værelse (2015) van Jakob Weis.

- In 2016 en 2019 werd in Folketeatret in Kopenhagen het toneelstuk Toves værelse - Tove Ditlevsens sidste kærlighed (De kamer van Tove - TD's laatste liefde)[55] van Jakob Weis opgevoerd in de enscènering van Vibeke Wrede met in de hoofdrollen Paprika Steen en Lars Brygmann. Het is gebaseerd op het stormachtige huwelijk met Victor Andreasen, die het mikpunt was in haar laatste roman Vilhelms værelse.[5] Ook haar literaire tegenstander Klaus Rifbjerg (gespeeld door Andreas Jebro) is een personage, als een niets vermoedende jonge schrijver die in de echtelijke stormen wordt meegeblazen.[56] Critici vergeleken het stuk met Who's Afraid of Virginia Woolf? van Edward Albee.[57]
- Paprika Steen en Lars Brygmann (met Joachim Fjelstrup als Rifbjerg) spelen ook de hoofdrollen in de verfilming van Toves Værelse uit 2023 door de Deense regisseur Martin Zandvliet.[58] De bewerking tot filmscenario werd gemaakt door Jakob Weis zelf.[59] Paprika Steen ontving voor de rol van Tove zowel de Bodil als de Robert voor beste actrice.
- De componist, organist en dirigent Jakob Lorentzen toonzette gedichten van Ditlevsen in Engelse vertaling, schreef een Tove Ditlevsen Suite en legde deze werken in 2023 vast op cd met het koor van Holmens Kirke in het centrum van Kopenhagen.[60]

## Oeuvrelijst

### In Nederlandse vertaling
- Toen Anneliese dertien was (Annelise - tretten år), vertaling Ton Stam. Hoorn, Westfriesland, 1959, 1970² (Witte Raven Jeugdpockets). ISBN 9020504878
- Kopenhagen-trilogie, vertaling Lammie Post-Oostenbrink:

1. Kindertijd (Barndom, 1967). Amsterdam, Das Mag, 2020. ISBN 9789493168367
2. Jeugd (Ungdom, 1967). Amsterdam, Das Mag, 2020. ISBN 9789493168480
3. Afhankelijkheid (Gift,[61] 1971). Amsterdam, Das Mag, 2020. ISBN 9789493168626

- De gezichten (Ansigterne, 1968), vertaling Lammie Post-Oostenbrink. Amsterdam, Das Mag, 2022.[19] ISBN 9789493248076
- Kwaad geluk (Den onde lykke, 1963), vert. Lammie Post-Oostenbrink. Amsterdam, Das Mag, 2023. ISBN 9789493248502
- Vilhelms kamer (Vilhelms værelse, 1975), vert. Lammie Post-Oostenbrink. Amsterdam, Das Mag, 2024. ISBN 9789493320963
- Een (zeer beperkt) aantal gedichten van Tove Ditlevsen is in het Nederlands vertaald door Romain John Van de Maele en gepubliceerd in Vlaamse literaire tijdschriften.[62]

### Deens
Ditlevsens vaste uitgever was Steen Hasselbalch Forlag te Kopenhagen. In 1971 stapte ze over naar de grote uitgeverij Gyldendal (voluit Gyldendalske Boghandel, Nordisk Forlag), die ook haar Hasselbalch-titels in het fonds onderbracht. Haar correspondentie met Mogens Knudsen, literair hoofdredacteur bij Gyldendal, werd in 2019 gepubliceerd.
| Poëzie - Pigesind (Meisjesziel), 1939 - Slangen i Paradiset (De slang in het paradijs), 1939 - De evige tre (De eeuwige drie) , 1942 - Lille Verden (De kleine wereld), 1942 - Blinkende Lygter (Flitsende lichten), 1947 - Jalousi (Jaloezie), 1955 - Der bor en pige (Daar woont een meisje), 1955 - Kvindesind (Vrouwenziel), 1955 - Den hemmelige rude (Het geheime raam), 1961 - De voksne (De volwassenen), 1969 - Det runde værelse (De ronde kamer), 1973 - Til en lille pige (Voor een klein meisje), postuum 1978 - Samlede digte (Verzamelde gedichten), postuum 1996¹, 2001² Romans - Man gjorde et barn fortræd (Men deed een kind kwaad), 1941 - Barndommens gade (Straat van de kindertijd), 1943 - For Barnets Skyld (Omwille van het kind), 1946 - Vi har kun hinanden (Wij hebben alleen elkaar), 1954 - To som elsker hinanden (Twee die van elkaar houden), 1960 - Ansigterne (De gezichten), 1968 - Vilhelms værelse (Vilhelms kamer), 1975 Speelfilmscenario - Utro (Ontrouw), 1966. Samen met regisseur Astrid Henning-Jensen. |  | Verhalen - Den fulde Frihed (De volle vrijheid), 1944 - Det første møde (De eerste ontmoeting), 1944 - Dommeren (De rechter), 1948 - Tårer (Tranen), 1948 - En flink dreng (Een aardige jongen), 1952 - Paraplyen (De paraplu), 1952 - Nattens dronning (Koningin van de nacht), 1952 - Den onde lykke (De tegenslag), 1963, in het Nederlands vertaald als Kwaad geluk - Dolken (De dolk), 1963 - Frygt (Angst), 1976 Jeugdboeken - Annelise - 13 år (Toen Anneliese dertien was), 1958 - Hvad nu Annelise? (Wat nu Anneliese?), 1960 - Vejen til Mumidalen (De weg naar het Mummie-dal), postuum 2019 Autobiografie - Flugten fra opvasken (De vlucht uit de afwas), 1959 - Barndom (Kindertijd), 1967 - Ungdom (Jeugd), 1967 - Det tidlige forår (Het vroege voorjaar), 1969 - Gift (Afhankelijkheid), 1971. - Min første kærlighed (Mijn eerste liefde), 1973 - Tove Ditlevsen om sig selv (TD over zichzelf), 1975 Essays - Parenteser (Haakjes), 1973 - Min nekrolog og andre skumle tanker (Mijn doodsbericht en andere enge gedachten), 1973 - En sibylles bekendelser (Bekentenissen van een sibille), 1976 Postuum uitgegeven - Husmor og skribøse: En brevveksling med Tove Ditlevsen (Huismoeder en schrijfster: een briefwisseling met TD). Van en aan de schrijfster Ester Nagel. Uitg. Rosinante, 1986. Heruitgave als Tove og Ester – en brevveksling. Uitg. Mikrobe, 2022. - Kære Victor. Breve fra Tove Ditlevsen til Victor Andreasen 1972-1976. Verzameld en geannoteerd door Victor Andreasen. Gyldendal, Kopenhagen, 1993. - Om penge (Over geld), 2018 - Små hverdags problemer. Tove Ditlevsens brevkasse i Familie Journal 1956-1976 (Kleine problemen van alledag. TD's brievenbus in Familie Journal 1956-1976), bezorgd door Jakob Sandvad & Ida Edel Salling-Jensen. Voorwoord door Josefine Klougart. Uitg. Gladiator, Kopenhagen, 2018. - Kærlig hilsen, Tove - Breve til en forlægger (1969-1975) (Hartelijke groeten, Tove - Brieven aan een uitgever), 2019. De uitgever was Mogens Knudsen, 'litterær direktør' bij Gyldendal. - Jeg holder skam kæft med meget - Samtaler med Tove Ditlevsen (Ik hou juist vaak m'n kaken op elkaar - Gesprekken met TD). Uitg. Frederikke Lett, 2023. Bevat 66 interviews uit de periode 1940-1976, bezorgd door Nynne Oldenburg. |

## Secundaire literatuur

### In Nederlandse vertaling
- Jens Andersen: Tove Ditlevsen, de biografie, vertaald door Lammie Post-Oostenbrink. Das Mag, Amsterdam, 2023. ISBN 9789493320116

### Engelstalig
- Antje C. Petersen: Tove Ditlevsen and the Aesthetics of Madness, in: Scandinavian Studies Vol. 64, No. 2 (Spring 1992), pp. 243-262. Uitgave University of Illinois Press
- Julie K. Allen, Tove Ditlevsen’s Witness of Trauma as a Source of Hope, MDPI Humanities, 26 september 2022.
- Anders Juhl Rasmussen, Spaces of psychosis and poetics in Tove Ditlevsens novel The Faces, The Long Read, [z.j.]

### Deens
- Harald Mogensen (red.): Om Tove Ditlevsen (Over TD). Bijdragen van Benny Andersen, Torkild Bjørnvig, Piet Hein, Lis Thorbjørnsen, Victor Andreasen, Charlotte Strandgaard, Lean Nielsen e.a. Forum, Kopenhagen, 1976. ISBN 87-553-0489-3.
- Jens Andersen: Til døden os skiller. Et portræt af Tove Ditlevsen (Tot de dood ons scheidt. Een portret van TD). Gyldendal, Kopenhagen, 1997. ISBN 9788700310940
- Karen Syberg: Tove Ditlevsen. Myte og liv (TD. Mythe en leven). People's Press, Kopenhagen, 2008. ISBN 9788770552264
- Niels V. Kofoed: Stil og tema i Tove Ditlevsens forfatterskab (Stijl en thema in TD's schrijverschap). ABC Forlag, Helsingør, 2013. ISBN 9788791011177
- Maria Helleberg: Kvinder der forandrede Danmark (Vrouwen van het veranderde Denemarken). Lindhardt og Ringhof, Kopenhagen, 2015. Hoofdstuk Tove Ditlevsen als e-boek, ISBN 9788711447192
- Anne-Sofie Storm Wesche: Danske legender : Tove Ditlevsen. Et portræt (TD. Een portret). Lindhardt og Ringhof, Kopenhagen, 2018. ISBN 9788711906293
- John Chr. Jørgensen: Dansk Sagprosa, hoofdstuk 12 Brevprosa – Tove Ditlevsen. Gyldendal, Kopenhagen, 2019 (?)
- Line Jensen: Tove - En lille digter (Tove - Een kleine dichter). Grønningen 1, Kopenhagen, 2020 (geïllustreerd kinderboek over het leven van Tove Ditlevsen als kind). ISBN 9788773390085
- Jens Andersen: Ditlevsen. En biografi. Gyldendal, Kopenhagen, 2022. ISBN 9788702373639
- Lise Munk Thygesen: Tove Ditlevsen var min mormor. En familiehistorie om skam, skæbne og tilgivelse (TD was mijn oma. Een familiegeschiedenis over schaamte, noodlot en vergeving), Forlaget 28B, Kopenhagen, 2023. ISBN 9788793982369
- Anne Lise Marstrand-Jørgensen, Tove Ditlevsen i billeder (TD in afbeeldingen), Gyldendal, Kopenhagen, 2023. ISBN 9788702378320